# Tillandsia lymanii
Tillandsia lymanii es una especie de planta epífita dentro del género  Tillandsia, perteneciente a la  familia de las bromeliáceas.  Es originaria de Perú en Cajamarca. 

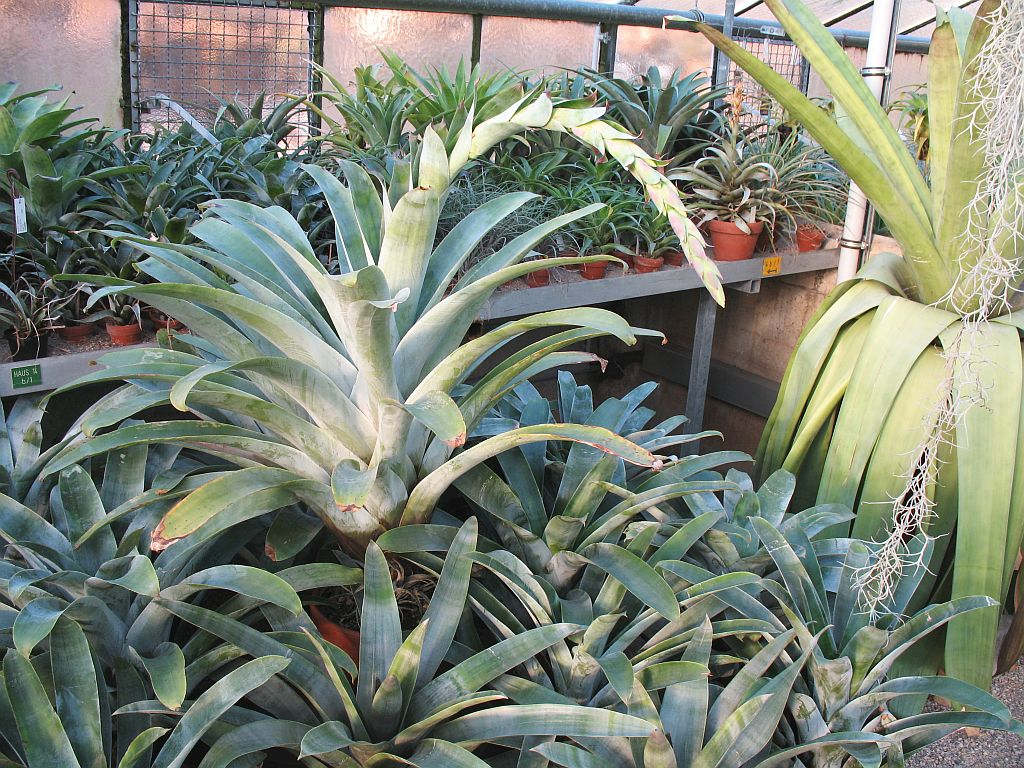
Vista de la planta

## Taxonomía
Tillandsia lymanii fue descrita por William Jackson Hooker y publicado en Tropische und subtropische Pflanzenwelt 13: 16–21. 1974.
Etimología
Tillandsia: nombre genérico que fue nombrado por Carlos Linneo en 1738 en honor al médico y botánico finlandés Dr. Elias Tillandz (originalmente Tillander) (1640-1693).
lymanii: epíteto